# François Rein
Pour les articles homonymes, voir Rein (homonymie).
François Rein, né le 18 décembre 1923 à Besançon (Doubs) et mort au combat le 12 juin 1944 à Taulignan (Drôme), est un résistant français,,,.
Étudiant à Besançon, François Rein se réfugie à Valence au déclenchement de la Seconde Guerre mondiale. Il fuit alors un chantier de jeunesse où il était incorporé, pour rejoindre le maquis du Vercors où il intègre le SOE en mars 1944. Après le débarquement de Normandie, il participe aux actions de résistance avec le 4e bataillon de l'Armée secrète de Vaucluse. Appelé en renfort avec cinq compagnons à Taulignan dans la Drôme, le véhicule les transportant est pris dans une embuscade et criblé de balles puis explosé par des grenades ; François Rein, Pierre Darlix, Martial Deyres, Aimé Jacquerod, Henri Paschké et René Soubeyran meurent,. Il est reconnu mort pour la France,, homologué sous-lieutenant Forces françaises combattantes le 26 avril 1948 et FFI, décoré de la Croix de guerre avec étoile d’argent, élevé au grade de Chevalier de la Légion d’Honneur le 13 avril 1949, recensé victime de la Shoah par Yad Vashem, cité à Taulignan sur la stèle commémorative, à Mirmande-Saulce-sur-Rhône au monument commémoratif, ainsi qu'à Besançon à Notre-Dame de la Libération, au monument aux morts et sur les plaques commémoratives de la synagogue.